# دار الصفاء (سباح)

تعديل مصدري - تعديل

دار الصفاء هي إحدى قرى عزلة سباح بمديرية سباح التابعة لمحافظة أبين، بلغ تعداد سكانها 154 نسمة حسب تعداد اليمن لعام 2004.